# Stereonephthya hirsuta
Stereonephthya hirsuta is een zachte koraalsoort uit de familie Alcyoniidae. De koraalsoort komt uit het geslacht Stereonephthya. Stereonephthya hirsuta werd in 1970 voor het eerst wetenschappelijk beschreven door Tixier-Durivault. 